# Bisdom Ndalatando
Het bisdom Ndalatando (Latijn: Dioecesis Ndalatandensis) is een rooms-katholiek bisdom met als zetel N'dalatando, in Angola. Het bisdom is suffragaan aan het aartsbisdom Malanje. 

## Geschiedenis
Het bisdom werd opgericht op 26 maart 1990, uit delen van het aartsbisdom Luanda, en was suffragaan aan het aartsbisdom Luanda. Op 12 april 2011 veranderde het van kerkprovincie en werd suffragaan aan het aartsbisdom Malanje.  

## Parochies
Het bisdom had in 2021 een oppervlakte van 19.357 km2 en telde 516.500 inwoners waarvan 48,3% rooms-katholiek was.

## Bisschoppen
- Pedro Luís Guido Scarpa (26 maart 1990 - 23 juli 2005)
- Almeida Kanda (23 juli 2005 - heden)